# Tillandsia canescens
Tillandsia canescens là một loài thực vật có hoa trong họ Bromeliaceae. Loài này được Sw. miêu tả khoa học đầu tiên năm 1788.